# L'Oiseau de paradis (film, 2020)
Pour les articles homonymes, voir Oiseau de paradis.
Pour plus de détails, voir Fiche technique et Distribution.
L'Oiseau de paradis est un drame fantastique français réalisé par Paul Manate et sortie en 2020.

## Fiche technique
- Titre original : L'Oiseau de paradis
- Réalisation : Paul Manate
- Scénario : Cécile Ducrocq et Paul Manate
- Décors : Thibaut Pinto et Antoine Proux
- Costumes :
- Photographie : Amine Berrada
- Montage : Stéphanie Araud
- Musique : Olivier Mellano
- Producteur : Nicolas Brevière
  - Coproducteur : Laurent Jacquemin et Colette Quesson
- Société de production : Local Films, Filmin' Tahiti, À perte de vue et Anaphi
  - SOFICA : Cofinova 15
- Sociétés de distribution : MPM Premium et UFO Distribution
- Pays d'origine :  France
- Langue originale : français et français polynésien
- Format : couleur
- Genre : Drame fantastique
- Durée : 89 minutes
- Dates de sortie :
  - France : 
    - 24 mai 2020 (Internet)
    - 29 juillet 2020 (en salles)

## Distribution
- Sebastian Urzendowsky : Teivi
- Blanche-Neige Huri : Yasmina
- Patrick Descamps : Député Gilot
- Ahuura Temaru : Eva
- Angela Chavez : tante Rosa
- Philippe Poevaï : oncle Adrien
- Nanihi Bambridge : Cécilia
- Monique Akkari : la mère de Teivi